# Ruhpalzing
Ruhpalzing ist ein Weiler im Hallertauer Hügelland im Landkreis Freising, Gemeinde Wolfersdorf.

## Geschichte
Der Ort in der heutigen Gemeinde Wolfersdorf wurde unter dem Namen Pirapalzinga (lat. pira = Birnen) von Siedlern aus der nicht weit entfernten Ortschaft Palzing gegründet. Daraus wurde bis zum 12. Jahrhundert „Ruohpalzing“ von althochdeutsch ruh = rau. Man vermutet, dass der Ort wegen seiner damaligen tieferen Lage im Wald ein raueres Klima hatte. Wie auch bei den Nachbardörfern Ober- und Unterhaindlfing zogen damals Siedler aus dem Ampertal in die waldbedeckte Hallertau, vermutlich weil zum einen die Stammorte für die wachsende Bevölkerung zu eng wurden, zum anderen, um sich vom Flusstal, das als wichtige Verkehrsstraße diente und daher z. B. von den Einfällen der Ungarn stärker betroffen war, zurückzuziehen.
Bis in die neuere Zeit blieb Ruhpalzing als einschichtiges Gut (= Bauerngut, über das Hofmarkbesitzer mit Edelmannsfreiheit die niedere Gerichtsbarkeit hatten) vom Mutterdorf abhängig, so mussten die Ruhpalzinger bis zur Aufhebung der Hofmark Palzing (Revolution 1848) einen Zehentteil nach Palzing entrichten und wurden bis zum Beginn des 20. Jahrhunderts in Palzing begraben.
Erst 1817 werden sie provisorisch, 1837 endgültig der Pfarrei Wolfersdorf zugewiesen.
Politisch gehörte Ruhpalzing zunächst zur Gemeinde Dürnhaindlfing, bis diese im Rahmen der bayerischen Gemeindegebietsreform 1978 in die Gemeinde Wolfersdorf eingegliedert wurde.
Bis ca. 1850 bestand Ruhpalzing aus 4 Höfen (Obermaier, Riedl, Jocham und Hafner), um 1930 aus 7 Anwesen (zusätzlich Schreiner, Grasl und Martl). 2023 zählte Ruhpalzing 21 Häuser.